# Eupeodes qingchenshanensis
Eupeodes qingchenshanensis är en tvåvingeart som beskrevs av He 1990. Eupeodes qingchenshanensis ingår i släktet fältblomflugor, och familjen blomflugor. Inga underarter finns listade i Catalogue of Life.